# Thomas Schaaf
Thomas Schaaf (Mannheim, 1961. április 30. –) német labdarúgó, hátvéd, edző, 2016-ban a Hannover 96, előtte az Eintracht Frankfurt vezetőedzője. Szinte egész pályafutását a Werder Bremen csapatánál töltötte, 1972-től juniorként, 1978-tól a felnőtt csapat hátvédjeként. Visszavonulását követően négy évvel, 38 évesen kinevezték a gárda vezetőedzőjévé, s ettől fogva tizennégy éven át, 2013-ig vezette az első csapatot. Ezzel ő a Bundesliga leghosszabb ideig ugyanannál a csapatnál edzősködő trénere.

## Pályafutása

### Játékosként
1972-ben csatlakozott a Werder Bremen ifjúsági akadémiájához, ahol 6 évet töltött el. A Bundesligában 1979. április 18-án mutatkozott be a VfL Bochum elleni mérkőzésen, amely klubja számára 3–0-s vereséggel végződött. Összesen 281 bajnoki meccset játszott az első csapatban, majd 1995-ben, 34 évesen visszavonult. Kétszer nyert bajnokságot, először az 1987–1988-as szezonban, majd az 1992–1993-as idényben. A német labdarúgókupát kétszer nyerte meg: 1991-ben és 1994-ben. A nemzetközi színtéren is ért el sikert: 1992-ben megnyerték kupagyőztesek Európa-kupáját, a lisszaboni döntőben 2–0-ra győzték le az AS Monaco gárdáját.

## Sikerei, díjai

### Játékosként
- Bundesliga 2: 1980–81
- Bundesliga: 1987–88,1992–93
- Német labdarúgó-szuperkupa: 1988, 1993, 1994; döntős: 1991
- Német labdarúgókupa: 1990–91, 1993–94; döntős: 1988–89,1989–90
- Kupagyőztesek Európa-kupája: 1991–92
- UEFA-szuperkupa: döntős: 1992

### Edzőként
- Német labdarúgókupa: 1998–99, 2003–04, 2008–09; rájátszás 1999–2000,2009–10
- Bundesliga: 2003–04
- Német labdarúgó-ligakupa: 2006; döntős: 1999,2004
- Európa-liga: döntős: 2008–09